# 管弦楽のためのエッセイ
管弦楽のためのエッセイ（英語: Essay for Orchestra）はサミュエル・バーバーの単一楽章による管弦楽曲である。
1938年から1978年までの40年の間に、全部で3つの独立した楽曲が創られた。いずれもフーガやソナタ形式といった古典的な音楽形式には従っていないが、交響詩のような標題音楽ではない。大まかに二部形式ないしは三部形式をとり、第1部：旋律主題の呈示－第2部：展開部－第3部：主要楽想に基づく簡略な終結部、といった枠組みの中で、主楽想の生成変化が追究された抽象的な音楽として構成されている。しかしながらバーバーの構成力や対位法の技巧だけでなく、独自の抒情性や旋律美も十分に発揮されている。
エッセイという楽種はバーバー独自のものであるが、楽想の展開の可能性の追求という点においては、インベンションの現代版と見ることも可能である。

## 第1番
最初の《管弦楽のためのエッセイ (Essay for Orchestra )》作品12は、1937年にアルトゥーロ・トスカニーニに新作を催促されたのがきっかけとなって着手され、1938年の前半に完成された。当初は連作にする意向がなかったのか、通し番号は付されず、1942年に《第2番》が完成・発表されてから、《管弦楽のためのエッセイ第1番 (First Essay for Orchestra )》と改められた。1938年11月5日にニューヨークにおいて、トスカニーニの指揮とNBC交響楽団によって初演を見た。
バーバーが初めてトスカニーニを訪ねたのは1933年に遡る。そのときトスカニーニはバーバーの作品に興味を示し、その作品を上演してみたいものだと語った。これは新人作曲家にとっては大変な名誉であった。というのもトスカニーニは同時代の音楽、とりわけアメリカ人作曲家の作品をめったに指揮しなかったからである。バーバーが新作を送ることができたのは、ようやく1938年になってからであった。
1939年3月3日には、オットー・クレンペラーがロサンジェルス・フィルハーモニー管弦楽団を指揮して西海岸での初演を行なった。
演奏時間は約8分。
楽器編成はフルート2、オーボエ2、クラリネット2、ファゴット2、ホルン4、トランペット3、トロンボーン3、チューバ1、ティンパニ1、ピアノ1、弦楽五部。

## 第2番
《管弦楽のためのエッセイ第2番（Second Essay for Orchestra ）》作品17は、ブルーノ・ワルターの依嘱に応じて作曲され、1942年3月14日に完成された。同年4月16日にワルターの指揮のもと、カーネギー・ホールにおいてニューヨーク・フィルハーモニー管弦楽団によって初演された。

いくつかの主題は《第1番》の完成より先に着想されていたらしい。1942年の私信の中で作曲者本人が
「標題はありませんが、戦時中に作曲された音楽だと聴き取る人もおそらくいるでしょう」
と述べているように、激しい展開と濃密な表情が、愁いを帯びた開始部の後に現れる。非常に圧縮された簡潔な楽曲であり、3度の展開にもかかわらず、さほど長大な演奏時間を要しない。
演奏の所要時間は11分前後。
演奏の回数という点では《弦楽のためのアダージョ》や《ヴァイオリン協奏曲》に後れをとってはいるものの、バーバーの最も人気のある楽曲の一つである。
楽器編成はフルート2、ピッコロ1、オーボエ2、イングリッシュホルン1、クラリネット2（セカンド奏者はバスクラリネット持ち替え）、ファゴット2、ホルン4、トランペット3、トロンボーン3、チューバ1、ティンパニ1、打楽器、弦楽五部。

## 第3番
《管弦楽のためのエッセイ第3番（Third Essay for Orchestra ）》作品47は、バーバーの最後の大作にして、完成された最後の作品である。マーリン財団より、ズービン・メータがニューヨーク・フィルハーモニー管弦楽団の新監督へ就任する際の記念の新作として依嘱された（オードリー・シェルドンという女性からの個人的な依嘱だったとする説もある）。「本質的に劇的な性格の、抽象的な絶対音楽」として構想され、1978年の夏に完成、同年9月14日にニューヨークで初演された。
前作とおよそ35年の開きがある。このことからも明らかなように、遠ざかっていたジャンルに復帰しただけでなく、35年の間にバーバーが経験した新しい潮流が新機軸として取り入れられている。前2作の叙情的な旋律による開始を放棄して、打楽器によって主楽想となるリズミカルな動機が開始部で呈示される。とりわけ打楽器部門が充実した管弦楽法も前2作と異なる点である。さらに、音色旋律を援用した旋律線の受け渡し、弦楽部門の特殊奏法、独奏と全奏の自在な対比によって、音色やテクスチュアに多彩な変化がもたらされただけでなく、全般的な不協和な傾向と相俟って、楽曲のモダンな側面が押し出されることになった。
演奏の所要時間は、全3作で最も長く、12分前後である。
フルート2、ピッコロ1、オーボエ2、イングリッシュホルン1、クラリネット2、クラリネット変ホ管1、バスクラリネット1、ファゴット2、コントラファゴット1、ホルン4、トランペット3、トロンボーン3、チューバ1、ユーフォニアム、ティンパニ2群、ハープ2、ピアノ、打楽器群、弦楽五部。

## 参照
- 第1番
  - Central Oregon Symphony program notes
  - Program notes
  - First Essay for Orchestra, Op. 12
- 第2番
  - Classical.net